# Roch Pedneault
Roch Pedneault (* 10. April 1927 in Saint-Joseph-d’Alma; † 10. März 2018) war ein kanadischer Geistlicher und römisch-katholischer Weihbischof in Chicoutimi.

## Leben
Roch Pedneault empfing am 8. Februar 1953 die Priesterweihe für das Bistum Chicoutimi.
Papst Paul VI. ernannte ihn am 10. Mai 1974 zum Weihbischof in Chicoutimi und Titularbischof von Aggersel. Der Erzbischof von Québec, Maurice Kardinal Roy, spendete ihm am 29. Juni desselben Jahres die Bischofsweihe. Mitkonsekratoren waren Marius Paré, Bischof von Chicoutimi, und Joseph Albertus Martin, Bischof von Nicolet.
Am 15. Juni 2002 nahm Papst Johannes Paul II. seinen altersbedingten Rücktritt an.